# Zapora Chixoy
Zapora Chixoy – zapora i elektrownia wodna na rzece Chixoy, zlokalizowana pomiędzy departamentami Baja Verapaz, El Quiché i Alta Verapaz, w Gwatemali. W 2010 roku elektrownia generowała około 15 procent produkcji energetycznej tego państwa. Powstanie zapory wiąże się z największą masakrą rdzennej ludności indiańskiej podczas wojny domowej w Gwatemali (tzw. Masakra Rio Negro).
Budowa zapory rozpoczęta została w 1976 roku dzięki wsparciu finansowemu udzielonemu przez Bank Światowy i Międzyamerykański Bank Rozwoju. Łączny koszt realizacji projektu wyniósł 944 miliony USD. Budowa obiektu została ostatecznie ukończona w 1983 roku. Zapora ma 90 metrów wysokości i 250 metrów długości. Łączna moc elektryczna hydroelektrowni Chixoy wynosi obecnie 275 MW.
Konsekwencją powstania zapory stało się wysiedlenie z miejsca dotychczasowego zamieszkania 3445 osób. Niski standard realizacji przesiedleń i brak jakiegokolwiek wsparcia dotkniętych nimi osób stał się przyczyną protestów wysiedlonej ludności indiańskiej. W następstwie brutalnej pacyfikacji protestów zabitych zostało kilkaset osób.